# Pharrell Williams
Pharrell Williams (Virginia Beach, SAD, 5. travnja 1973.) poznatiji kao Pharrell je američki izvođač, producent i modni dizajner. Uz Chada Huga čini duo produkciju The Neptunes. On je također glavni pjevač rock grupe N.E.R.D, koja je formirana s Hugom i prijateljem iz djetinjstva Shayjem Haleyjem. Svoj prvi album In My Mind objavio je 2006. godine. Produkcijski duo dobio je dvije nagrade Grammy uz deset nominacija. Također je osnivač marke odjeća Billionaire Boys Club i Ice Cream Clothing.

## Život i karijera

### Raniji život (1973. – 1991.)
Pharrell Williams je rođen 5. travnja 1973. godine u Virginiji. Rođen je kao najstariji od tri sina Carolyn i Pharoaha Williamsa. U sedmom razredu je upoznao Chada Huga u ljetnom kampu gdje je Williams svirao klavijature i bubnjeve, a Hugo tenorski saksofon. Williams je pohađao srednju školu Princess Anne gdje je svirao u školskom bendu. U devedesetima je formirao rock/R&B grupu The Neptunes. Poslije je ušao u srednjoškolski talent show gdje je njegov talent prepoznao Teddy Riley. Poslije završetka srednje škole udružili su se s Rileyjem u grupu.

### Početak karijere (1992. – 2001.)
Kroz rad s Rileyjem Williams je napisao refren hit singla "Rump Shaker" grupe Wreckx-n-Effect iz 1992. godine. Dvije godine poslije Hugo i Williams su osnovali duo The Neptunes. Godine 1999. duo je počeo raditi s pjevačicom Kelis snimajući njen prvi album Kaleidoscope. Hit singl s Mystikalom "Shake Ya Ass" Williams snima 2001. godine.

### In Search of..., Clipse iFly or Die(2001. – 2004.)
Godine 2001. The Neptunes rade na singlu "I'm a Slave 4 U", američke pjevačice Britney Spears. I tim singlom The Neptunes prvi put osvajaju broj jedan u svijetu. Iste godine N.E.R.D objavljuje prvi album In Search of.... Williams je 1993. godine počeo surađivati s rep duom Clipse. Godine 2002. The Neptunes dosežu prvo mjesto u SAD-u s Nellyjevim singlom "Hot in Herre". U ožujku iste godine The Neptunes su bili imenovani za producente godine. The Neptunes objavljuju svoj album The Neptunes Present... Clones 2003. godine. N.E.R.D-ov drugi funk-rock album, Fly or Die objavljen je u ožujku 2004. godine. Na dodjelama Grammy nagrada 2004. godine Williams je otišao s dvije nagrade: producent godine i najbolji pop vokal. Od 2001. godine gostuje na svakom albumu rap izvođača Snoop Dogga.

### Debitantski album i suradnje (2005. – danas)
9. rujna 2005. Williams objavljuje singl "Can I Have It Like That" u suradnji s Gwen Stefani sa svog prvog albuma In My Mind. Godine 2006. Williams surađuje s Clipseom na njihovom drugom albumu Hell Hath No Fury. U travnju 2008. godine Madonna je objavila svoj jedanaesti album Hard Candy gdje je Williams surađivao kao producent i vokal. Pharrell je surađivao s kolumbijskom pjevačicom Shakirom na pjesmama "Did it Again", "Why Wait", "Good Stuff" i "Long Time". Pharrell je u 2009. godini surađivao s Gameom, Snoop Doggom, Kid Cudijem i Busta Rhymesom.

## Glazbeni stil
Williams ima glas kontratenora. On općenito pjeva falseto, pogotovo na refrenu pjesme. Williams obuhvaća širok raspon žanrova: pop, hip hop, R&B, rock i funk. Njegovi stihovi opisuju djetinjstvo, obitelj i vjeru. Williamsa uspoređuju s Michaelom Jacksonom, Stevieom Wonderom i Marvinom Gayeom.

## Osobni život
Williams je 2005. godine proglašen najbolje odjevenim muškarcem. Obožavatelj je serije Zvjezdane staze. Pharrell u svojoj garaži posjeduje Ferrari Enzo.

## Diskografija
- 2006.: In My Mind

## Nagrade i nominacije
| Grammy nagrade |                                   |      |                                           |            |
| Godina         | Kategorija                        | Žanr | Ime                                       | Rezultat   |
| 2004.          | Producent godine (s Chadom Hugom) | —    | —                                         | Dobitnik   |
| 2004.          | Najbolji pop vokal                | Pop  | Justified                                 | Dobitnik   |
| 2004.          | Najbolja suradnja                 | Rap  | "Frontin'" (s Jay Zjem)                   | Nominacija |
| 2004.          | Najbolja suradnja                 | Rap  | "Beautiful" (sa Snoop Doggom)             | Nominacija |
| 2004.          | Najbolja rap pjesma               | Rap  | "Beautiful" (sa Snoop Doggom)             | Nominacija |
| 2004.          | Najbolja rap pjesma               | Rap  | "Excuse Me Miss" (s Jay Zjem)             | Nominacija |
| 2005.          | Najbolja duo izvedba              | Rap  | "Drop It Like It's Hot" (sa Snoop Doggom) | Nominacija |
| 2005.          | Najbolja rap pjesma               | Rap  | "Drop It Like It's Hot" (sa Snoop Doggom) | Nominacija |
| 2007.          | Najbolja rap pjesma               | Rap  | "Money Maker" (s Ludacrisom)              | Dobitnik   |
| 2007.          | Najbolji rap album                | Rap  | In My Mind                                | Nominacija |

## Vanjske poveznice
- Službena stranica
- Pharrell Williams na Internet Movie Databaseu
- Pharrell Williams na MySpaceu
- Pharrell Williams na Twitteru
- Pharrell Williams  Arhivirana inačica izvorne stranice od 22. studenoga 2010. (Wayback Machine) na MTV